# بویسانو
بویسانو (به ایتالیایی: Boissano) یک کومونه در ایتالیا است که در استان ساونا واقع شده‌است.

## خصوصیات
بویسانو ۸٫۷ کیلومترمربع مساحت و ۲٬۲۱۶ نفر جمعیت دارد.